# Dalga Arena
El Dalga Arena (en azerí: Dalğa Arena: Dalğa Arena) es un estadio multi uso en Mardakan, poblado de Bakú, Azerbaiyán. Es actualmente utilizado mayoritariamente para partidos de fútbol. El estadio tiene una capacidad de 6.500 personas. Fue inaugurado por Sepp Blatter y Michel Platini el 6 de junio de 2011.
El estadio era una de las sedes durante la Copa Mundial Femenina de Fútbol Sub-17 de 2012.
Dalga Arena ya fue sede de dos partidos de la selección nacional de Azerbaiyán contra Macedonia en un amistoso y Austria en la UEFA Euro 2012.